# Зятькова, Луиза Константиновна
Луиза Константиновна Зятькова (1931—2015) — советский и российский учёный в области геологии и структурной геоморфологии, кандидат геолого-минералогических наук, доктор географических наук, профессор. Лауреат Государственной премии СССР (1978).

## Биография
Родилась 24 октября 1931 года в Архангельске.
С 1943 года в период Великой Отечественной войны помимо обучения в средней школе, работала в колхозах по уборке сельскохозяйственных урожаев. С 1949 по 1954 год обучалась на геолого-географическом факультете Томского государственного университета. С 1954 по 1956 год проходила обучение в аспирантуре этого университета.
С 1956 по 1960 год на научно-исследовательской работе в Западно-Сибирском филиале Академии наук СССР в качестве младшего научного сотрудника. С 1960 года на научно-исследовательской работе в Институте геологии и геофизики СФ АН СССР — СО РАН в качестве старшего, ведущего и главного научного сотрудника. Одновременно являлась — учёным секретарём Сибирской секции Геоморфологической комиссии АН СССР.
Одновременно с научной занималась и педагогической работой с 1977 по 2015 год в Сибирской государственной геодезической академии в качестве преподавателя и профессора кафедры экологии Института дистанционного зондирования и природопользования этого университета.
Похоронена на Южном кладбище Новосибирска (квартал 18).

### Научно-педагогическая деятельность и вклад в науку
Основная научно-педагогическая деятельность Л. К. Зятьковой была связана с вопросами в области геологии и структурной геоморфологии, занималась исследованиями в области изучения природных ресурсов аэрокосмическими методами, определения геоэкологического потенциала и геодинамической напряжённости, занималась геоэкологической паспортизацией природных объектов и геомониторинга освоения Сибири. Л.К. Зятькова являлась членом Диссертационных советов Алтайского государственного университета и Сибирской государственной геодезической академии.
В 1959 году защитила кандидатскую диссертацию на соискание учёной степени кандидат геолого-минералогических наук по теме: «Применение геолого-геоморфологических методов для выявления локальных структур центральной части Западно-Сибирской низменности», в 1989 году — доктор географических наук по теме: «Структурно-геоморфологические комплексы и геоморфогенез Сибири : (На основе дистанционных исследований)». В 1990 году ВАК СССР ей присвоено учёное звание профессор. Л. К. Зятькова являлась автором более двухсот восьмидесяти научных трудов и четырнадцати монографий, в 1978 году за 15-томную монографию «История развития рельефа Сибири и Дальнего Востока» (1964—1976) она была удостоена Государственной премии СССР. Под её руководством было подготовлено более десяти кандидатских диссертаций. Число публикаций на eLibrary.Ru и РИНЦ составляет — 116, число цитирований по всем публикациям составляет — 1233, число статей в российских журналах — 35, из перечня ВАК — 28, число цитирований из зарубежных журналов — 	14, из российских журналов — 204, из российских журналов из перечня ВАК — 127.

## Основные труды
- Применение геолого-геоморфологических методов для выявления локальных структур центральной части Западно-Сибирской низменности. — Новосибирск, 1959. — 251 с.
- Методы изучения новейших и современных тектонических движений: Библиография. (1940—1968 гг.) / Л. К. Зятькова, А. А. Запорожченко. — Новосибирск : Наука. Сиб. отд-ние, 1969. — 355 с.
- Новейшая тектоника Западного Саяна / Зятькова Л. К. Отв. ред. чл.-кор. АН СССР И. В. Лучицкий. — Новосибирск : Наука. Сиб. отд-ние, 1973. — 173 с.
- Структурная геоморфология Алтае-Саянской горной области / Отв. ред. д.г.-м.н. В. А. Николаев. — Новосибирск : Наука. Сиб. отд-ние, 1977. — 215 с.
- Структурная геоморфология Западной Сибири / Зятькова Л. К. Отв. ред. д.г.-м.н. В. А. Николаев. — Новосибирск : Наука. Сиб. отд-ние, 1979. — 200 с.
- Применение аэрокосмической информации при геологических исследования Сибири / Зятькова Л. К., Яншин А. Л. — Новосибирск : ИГИГ, 1981. — 20 с.
- Комплексная аппаратурно-автоматизированная обработка аэрокосмической информации для решения геологических задач : Метод. рекомендации / АН СССР, Сиб. отд-ние, Ин-т геологии и геогфизики и др.; Составиители Зятькова Л. К. и др. — Новосибирск : ИГИГ, 1986. — 151 с.
- Структурно-геоморфологические комплексы и геоморфогенез Сибири : (На основе дистанцион. исслед.) / АН СССР. Сиб. отд-ние. Ин-т геологии и геофизики. — Новосибирск, 1989. — 32 с.
- Экологическая паспортизация природных объектов для использования её в геоинформационных системах : Учеб. пособие для студентов / Л. К. Зятькова, Б. В. Селезнёв; Сиб. гос. геодез. акад. — Новосибирск : СГГА, 1995. — 95 с. ISBN 5-230-11716-8
- Дистанционные исследования природных ресурсов и основы природопользования: Монография / Л. К. Зятькова ; М-во образования Рос. Федерации. Сиб. гос. геодез. акад. (СГГА). — Новосибирск : Сиб. гос. геодез. акад. (СГГА), 2002. — 355 с. ISBN 5-87693-082-2
- Геомониторинг природной среды : монография : в 2 т. / Л. К. Зятькова, И. В. Лесных; Мин-во образования и науки Рос. Федерации, ГОУ ВПО «Сиб. гос. геодез. акад.». — Новосибирск : Сиб. гос. геодез. акад. (СГГА), 2004. ISBN 5-87693-148-9
- У истоков аэрокосмического мониторинга природной среды: («Космос» — программе «Сибирь») / Л. К. Зятькова, Б. С. Елепов ; Российская акад. наук, Сибирское отд-ние, Гос. публичная научно-техническая б-ка, М-во образования и науки Российской Федерации, Федеральное агентство по образованию, ГОУ ВПО «Сибирская гос. геодезическая акад.». — Новосибирск : СГГА, 2007. — 379 с. ISBN 978-5-87693-221-1
- Методы геоэкологической паспортизации природных объектов и новая кадровая политика / Л. К. Зятькова ; М-во образования и науки Российской Федерации, Федеральное агентство по образованию, ГОУ ВПО «Сибирская гос. геодезическая акад.». — Новосибирск : СГГА, 2009. — 273 с. ISBN 978-5-87693-306-5[5]

## Награды
- Медаль ордена «За заслуги перед Отечеством» II степени
- Медаль «Ветеран труда»[1]

### Премии
- Государственная премия СССР (1978 — «за 15-томную монографию «История развития рельефа Сибири и Дальнего Востока» (1964—1976)»)[6]